# 932 Hooveria
932 Hooveria è un asteroide della fascia principale. Scoperto nel 1920, presenta un'orbita caratterizzata da un semiasse maggiore pari a 2,4205511 UA e da un'eccentricità di 0,0901166, inclinata di 8,12793° rispetto all'eclittica.
Venne battezzato così in onore di Herbert Hoover, 31º presidente degli Stati Uniti.